# Dobka (Ustroń)
Dobka – rozległa, najbardziej na południe wysunięta część miasta Ustronia. Obejmuje tereny w dolinie potoku Dobka wcinającej się między Brenną i Wisłę, na stokach otaczających ją gór: Orłowej i Bukowej. Jej zabudowania sięgają rozrzuconymi osiedlami aż po główny grzbiet pasma Równicy.
Nazwa wzmiankowana już w I poł. XVII w. jako Dobrka – folwark będący w posiadaniu niejakiej pani Żegotowej. Folwark ten, obejmujący ziemie w rejonie ujścia Dobki do Wisły, wkrótce został odkupiony przez księżną cieszyńską Elżbietę Lukrecję w ramach komasacji gruntów ustrońskich. Ponieważ gospodarstwo nie przynosiło dochodu, zostało najpierw w 1690 r. wydzierżawione, a następnie w 1697 r. sprzedane przez zarząd Komory Cieszyńskiej Jerzemu Śliwce, który dzięki temu stał się wolnym chłopem. Nazwa "Dobrka" funkcjonowała jeszcze przez całe następne stulecie, po czym w 1823 r. wspominany był ...Grund in Dopka. Nazwa Dóbka pojawiła się w roku 1900.
Dzisiaj Dobka, stosunkowo słabo zabudowana, jest najzaciszniejszą doliną w Ustroniu. Komunikacja autobusowa z centrum Ustronia jest ograniczona. Schronisko młodzieżowe PTSM mieściło się w budynku dawnej szkoły, ale w 2010 r. zostało przeniesione do Wisły Malinki. Zimy w tej górskiej kotlinie bywają śnieżne (front często zatrzymuje się w tej kotlinie powodując duże opady).
Charakterystycznym miejscem w Dobce była dzwonnica na wzniesieniu tuż nad budynkiem dawnej szkoły, w której od 2010 r. mieści się kaplica filialna ustrońskiej parafii Ewangelicko-Augsburskiej (uprzednio mieściła się na ul. Furmańskiej 23). Z powodu złego stanu dzwonnicy została ona rozebrana w 2018 roku, dzwon odrestaurowano i umieszczono w nowej dzwonnicy, umieszczonej koło kaplicy.
Dawniej mieszkańcy Dobki trudnili się rolnictwem na stromych zboczach i kamienistych glebach otaczających gór. Obecnie rolnictwo niemalże przestało istnieć, a w prawie każdym gospodarstwie domowym prowadzona jest działalność gospodarcza, głównie z zakresu branży budowlanej. Leśnictwo Dobka jest częścią Nadleśnictwa Ustroń, które z dobczańskich lasów pozyskuje głównie drewno świerkowe i bukowe.